# AppleWorks
AppleWorks era un paquete de oficina integrado que contenía un procesador de textos, una base de datos y una hoja de cálculo. Fue desarrollado por Rupert Lissner para Apple Computer, originalmente para la plataforma Apple II y se lanzó en 1984, y luego se modificó para la plataforma Macintosh.
La subsidiaria de Apple, Claris, creó el nuevo sucesor, ClarisWorks, para Apple IIGS (1988), Macintosh (1991) y Windows (1993). Esas aplicaciones no comparten ningún código con el Apple II original de 8 bits. Apple absorbió a Claris y el nombre de ClarisWorks se cambió a AppleWorks. Se incluyó con todos los Macintosh de nivel de consumidor vendidos por Apple hasta su descontinuación. A partir de 2007, AppleWorks no se había actualizado en varios años y no podía ejecutarse en los procesadores Intel que se envían en las nuevas Mac. El 15 de agosto de 2007, Apple anunció que AppleWorks había llegado al final de su vida útil y ya no se vendería. En cambio, Apple promocionó su suite iWork recientemente lanzada como reemplazo, que contiene aplicaciones de procesamiento de textos, hojas de cálculo y presentaciones con capacidades similares a AppleWorks, pero no es directamente compatible con los formatos de archivo de AppleWorks.

## Historia

### AppleWorks (Apple II, 1984–1991)
Desarrollado por Rupert Lissner, el AppleWorks original es una de las primeras suites ofimáticas integradas para computadoras personales, con un procesador de textos, una hoja de cálculo y una base de datos fusionados en un solo programa. Fue lanzado en 1984 como producto de demostración para los nuevos modelos 128k de la línea Apple II.
En 1982, Apple publicó Quick File de Lissner, un programa de base de datos que se parecía mucho a lo que se convertiría en el módulo de base de datos de AppleWorks, tanto en Apple III como en Apple II. Apple prefería Apple Pascal en ese momento, por lo que Lissner inicialmente escribió Quick File en ese idioma a pedido de Apple. Sin embargo, Lissner prefirió codificar en lenguaje ensamblador y pronto reescribió Quick File en ensamblador en su Apple III y, para el verano de 1983, también había agregado módulos de procesador de textos y hojas de cálculo. Apple inicialmente compró los derechos para distribuir las versiones Apple III y Apple II del programa. Sin embargo, Apple decidió abandonar el soporte para Apple III y vendió los derechos de la versión Apple III a Haba Systems, quien lo comercializó como III E-Z Pieces y lo lanzó poco antes de que Apple lanzara AppleWorks. Los dos productos compartían los mismos formatos de archivo.
Los tres programas de AppleWorks tienen la misma interfaz de usuario e intercambian datos a través de un portapapeles común. Los programas de aplicación anteriores de Apple II se habían diseñado principalmente teniendo en cuenta la línea II/II+ anterior, que solo tiene 48k de RAM y 40 columnas de texto sin una tarjeta adicional, lo que limita las capacidades del software. Por el contrario, AppleWorks fue diseñado para los modelos IIe y IIc que tienen más RAM, texto estándar de 80 columnas, un teclado numérico opcional, teclas de cursor y el nuevo sistema operativo ProDOS en lugar de DOS 3.3 que había sido estándar en 48k máquinas.[cita requerida]
AppleWorks debutó en el puesto número 2 en la lista mensual de los más vendidos de Softalk y rápidamente se convirtió en el paquete de software más vendido en cualquier computadora, desplazando incluso a Lotus 1-2-3 de la parte superior de las listas de ventas de toda la industria. La subsidiaria de software de Apple, Claris, vendió la copia número un millón de AppleWorks en diciembre de 1988.
Apple y Lissner proporcionaron información técnica limitada sobre la modificación de AppleWorks, lo que ayudó a crear un mercado sustancial para accesorios y soporte de terceros. Apple lanzó la versión 2.0 en 1986 con Apple IIGS, y un año después, Claris publicó el programa. El número de septiembre de 1986 de inCider contenía dos artículos relacionados con AppleWorks; anuncios de dos tarjetas de expansión relacionadas con AppleWorks de Applied Engineering, una aplicación que promete permitir que AppleWorks se ejecute en un Apple II Plus con una pantalla de 80 columnas, un boletín informativo dedicado a AppleWorks llamado The Main Menu y un producto relacionado con AppleWorks de Beagle Bros; muchos otros anuncios que mencionaron AppleWorks; y una columna criticando a las empresas que desarrollaron productos relacionados con AppleWorks en lugar de nuevos ("piensa en pequeño y no innova nada"). Dos años más tarde, Beagle Bros lanzó la serie TimeOut para AppleWorks y recaudó millones de dólares. Gracias al lenguaje de programación UltraMacros que incluyeron, muchos otros desarrolladores externos innovaron nuevos productos que usaban AppleWorks como base y sistema operativo virtual. Compute!'s Apple Applications informó en 1987 que "AppleWorks se ha convertido en una frontera para los desarrolladores de software" y predijo que "pronto, el mejor software en la línea de computadoras Apple II requerirá AppleWorks". Claris contrató a Beagle Bros para actualizar AppleWorks a la versión 3.0 en 1989; Los desarrolladores de TimeOut, Alan Bird, Randy Brandt y Rob Renstrom, agregaron nuevas características e incorporaron numerosas funciones de TimeOut.
En 1989, Claris centró su atención en producir software para Macintosh y Windows, dejando que AppleWorks languideciera. Sin embargo, Claris accedió a conceder la licencia de la marca AppleWorks a Quality Computers. Los desarrolladores de TimeOut, Randy Brandt y Dan Verkade, crearon AppleWorks 4.0 en 1993 y AppleWorks 5.0 en 1994, publicados por Quality Computers junto con videos de capacitación.
El AppleWorks original de 8 bits (que incluía la gestión de memoria de 16 bits en el IIGS) a veces se denomina "AppleWorks Classic" para diferenciarlo de AppleWorks GS, y el producto posterior para Macintosh y Windows.

#### Historial de versiones
| Versión | Año                             | Notas                                                                              |
| ------- | ------------------------------- | ---------------------------------------------------------------------------------- |
| 1.0     | 1984                            | Primer lanzamiento.                                                                |
| 1.1     | 1985                            | Se corrigieron errores de hardware con impresoras y tarjetas de interfaz.          |
| 1.2     | 1985                            | Más mejoras de compatibilidad de hardware.                                         |
| 1.3     | 1986                            | Mejoras en el soporte de hardware. La actualización cuesta 20 dólares.             |
| 2.0     | septiembre de 1986              | Más funciones y mejor soporte de hardware. La actualización cuesta 50 dólares.     |
| 2.1     | septiembre de 1988              | Corrección de errores y mejoras de compatibilidad de hardware. Lanzado por Claris. |
| 3.0     | 1989                            | Más características. La actualización cuesta 79 o 99 dólares.                      |
| 4.0     | 1 de noviembre de 1993          | Más características. Publicado por Quality Computers.                              |
| 4.01    | principios de noviembre de 1993 | Correcciones de errores.                                                           |
| 4.02    |                                 | Correcciones de errores.                                                           |
| 4.3     | 1993                            |                                                                                    |
| 5.0     | noviembre de 1994               | Nombre en clave 'Narnia'.                                                          |
| 5.1     | verano de 1995                  | Correcciones de errores.                                                           |

### AppleWorks GS (Apple IIGS, 1988–1996)
Los observadores esperaban que AppleWorks 2.0 tuviera una interfaz gráfica de usuario controlada por un mouse similar a Macintosh, pero inCider informó antes de su lanzamiento que dicha revisión se había retrasado debido a "problemas entre Apple y [Lissner]". No obstante, fue muy popular entre los propietarios de IIGS; en diciembre de 1987, Compute!'s Apple Applications informó que "el producto más popular en Apple IIGS es AppleWorks. Sin interfaz de mouse, sin color, sin gráficos. Solo AppleWorks del mundo IIe y IIc". La revista se preguntó en un editorial, "AppleWorks, ¿dónde estás?" GS bien podría languidecer".
En 1988, Claris adquirió un paquete integrado llamado GS Works de StyleWare y lo renombró AppleWorks GS, trayendo la marca AppleWorks al Apple IIGS de 16 bits, aunque no se usa código de la versión de Apple II de 8 bits. Además de las funciones de procesamiento de texto, base de datos y hoja de cálculo, AppleWorks GS también incluye módulos de telecomunicaciones, diseño de página y gráficos. Solo existe una versión principal de AppleWorks GS, que llega hasta la 1.1; Se rumoreaba que una actualización de vaporware 2.0 estaba "casi completa" durante mucho tiempo. AppleWorks GS puede abrir archivos de AppleWorks sin necesidad de importarlos primero.

#### Historial de versiones
| Versión | Año        | Notas                                                                             |
| ------- | ---------- | --------------------------------------------------------------------------------- |
| 1.0     | 1988       | Primera versión                                                                   |
| 1.0v2   |            | Lanzamiento de corrección de errores.                                             |
| 1.1     | 1989       | Compatible con el software del sistema 5.                                         |
| 1.2     | no lanzado | Versión planificada de corrección de errores, desarrollada por Quality Computers. |
| 2.0     | no lanzado | Versión planeada, desarrollada por Quality Computers.                             |

### AppleWorks y ClarisWorks (Macintosh y Windows, 1991–2004)
La segunda encarnación de AppleWorks comenzó como ClarisWorks, escrito por Bob Hearn y Scott Holdaway y publicado por Claris, una subsidiaria de propiedad total de Apple, también conocida como FileMaker Inc.) El código de creador de ClarisWorks para Macintosh es "BOBO". ClarisWorks combina estas aplicaciones:
- un procesador de textos, que en la versión 6 también incluye un editor de ecuaciones basado en MathType.[16]
- un programa de dibujo,
- un programa de pintura,
- una hoja de cálculo,
- un programa de base de datos, y
- un programa de terminal para comunicaciones (hasta la versión 5 inclusive), o
- un programa de presentación (en la versión 6).

Todos los componentes están integrados para proporcionar una suite perfecta que funciona en conjunto; por ejemplo, los marcos de una hoja de cálculo se pueden incrustar en un documento de procesamiento de texto o formatear texto en dibujos, etc. Los componentes no se derivan de los programas contemporáneos de Claris MacWrite y MacDraw sino que se escriben desde cero y luego se rediseñan para que coincidan con otros programas de Claris después de que Claris los compre.
ClarisWorks 1.0 se distribuyó para Macintosh en octubre de 1991.
ClarisWorks 2.0 se lanzó el 24 de marzo de 1993.
ClarisWorks 3.0 se lanzó en octubre de 1994. Es la última versión que se ejecuta en la CPU 68000 con al menos System 6.0.7.
ClarisWorks 4.0 se lanzó el 14 de junio de 1995. Requiere una CPU 68020 y System 7.
Cuando la empresa Claris se disolvió y se absorbió nuevamente en Apple, el producto pasó a llamarse AppleWorks; la versión 5.0 se lanzó el 24 de agosto de 1997, poco antes del regreso del producto a Apple y se denominó brevemente ClarisWorks 5. ClarisWorks/AppleWorks 5 requiere el sistema 7.0.1, aunque el parche 5.0.4 solo se puede aplicar en Mac OS 9. Es la última versión que admite la arquitectura de CPU de 68k.
La última versión principal, AppleWorks 6.0, lanzada en junio de 2001, requiere una CPU PowerPC y reemplaza el módulo de comunicaciones con un módulo de presentación (en versiones anteriores, solo había soporte rudimentario para presentaciones a través de los otros módulos).[cita requerida] También se trasladó a la Carbon (API) para funcionar en Mac OS X, pero como una de las primeras aplicaciones de Carbon, no aprovecha muchas de las características más nuevas de Mac OS X y partes de la interfaz aún conservan elementos de la apariencia Platinum de Mac OS 8/9.
Usando el marco XTND de Claris, AppleWorks puede crear, abrir y guardar archivos en varios formatos de archivo. Por ejemplo, los documentos del procesador de texto se pueden guardar en formato Microsoft Word y los archivos de hojas de cálculo se pueden guardar en formato Microsoft Excel.
El software recibió buenas críticas durante su vida útil por su interfaz y la estrecha integración de sus módulos.[cita requerida] Por ejemplo, al igual que las versiones anteriores, en AppleWorks se puede colocar un "marco" de dibujo en un documento de hoja de cálculo, se puede colocar un marco de pintura en un documento de dibujo, etc. Esto permite diseños muy elaborados y ricos en datos. Sin embargo, las limitaciones del producto se hicieron más evidentes a medida que envejecía.[cita requerida] El programa solo permite deshacer/rehacer una sola vez y, en muchos casos, si un marco de un módulo se coloca en otro módulo, es posible que el marco ya no se pueda editar de ninguna manera tan pronto como se deseleccione.[cita requerida]
El editor de ecuaciones de Design Science se incluye con AppleWorks. Además, se pueden utilizar los editores de ecuaciones MathType o MathMagic. Ambos admiten la alineación de línea de base automática para ecuaciones en línea.

### Descontinuación
En agosto de 2007, Apple declaró que AppleWorks había "finalizado su vida útil" y declaró que ya no vendería el paquete. El paquete iWork, que incluye un programa de procesamiento de texto, una hoja de cálculo y un programa de gráficos de presentación, está destinado a ser su reemplazo. Si bien iWork tiene más funciones, aún carece de algunos de los módulos y de la estrecha integración de AppleWorks.[cita requerida] AppleWorks no se ejecutará en ninguna versión de Mac OS X posterior a Snow Leopard porque está compilado para la arquitectura de CPU PowerPC.
Los archivos de procesamiento de texto, hojas de cálculo y presentaciones de AppleWorks se pueden abrir en versiones anteriores de las aplicaciones iWork Pages, Numbers y Keynote respectivamente, pero no desde 2013. Collabora Online, LibreOffice o Apache OpenOffice pueden abrir archivos de procesamiento de texto, hojas de cálculo y presentaciones de AppleWorks. Existe un script para convertir por lotes archivos de Appleworks (.cwk) a formato MS Word (.docx) (utilizable por Pages) usando la interfaz de línea de comandos para LibreOffice. No existe ninguna aplicación suministrada por Apple para abrir la base de datos de AppleWorks, pintar o dibujar archivos sin convertirlos a un formato diferente. EazyDraw Retro admite la importación de los formatos de dibujo de AppleWorks. Este software se ejecuta en El Capitan y versiones anteriores. El grupo de usuarios de AppleWorks continúa siendo compatible y es posible migrar fuera de AppleWorks.

## Recepción
II Computing incluyó a AppleWorks en el noveno lugar en la lista de la revista del mejor software no educativo y no relacionado con juegos de Apple II a fines de 1985, según datos de ventas y participación de mercado.
El revisor de BYTE en diciembre de 1984 calificó a AppleWorks como "fácil de usar, genuinamente fácil de usar y bien documentado". Dijo que el procesador de textos era "mi parte favorita... muy por encima del promedio" y que la hoja de cálculo y la base de datos eran "buenas pero ciertamente no sobresalientes". Como paquete para usuarios novatos y ocasionales, el revisor concluyó: "Appleworks es excelente". InfoWorld ese mes no estuvo de acuerdo y lo calificó como "un estudio sobre las limitaciones... este paquete no es sólido". Mientras aprobaba el portapapeles compartido y la interfaz de usuario, la revista afirmó que las limitaciones de Appleworks, como el límite de ocho páginas en el procesador de textos con 64K RAM, lo hacían "no lo suficientemente bueno como producto comercial para merecer mucha consideración".
Compute! en 1989 declaró que "aunque no es un demonio de la velocidad" como el AppleWorks original de 8 bits, la versión GS "no es tan lenta como muchos temían"; aunque un mecanógrafo rápido aún podría superar la pantalla de la computadora, funcionó mejor que otro software Apple IIGS. Aunque muchos usuarios originales compraron la versión IIGS, con 35.000 copias vendidas en las primeras tres semanas, la revista advirtió que "deben olvidar prácticamente todo lo que han aprendido... Qué dolor".